# Мундт, Вильгельм
Вильгельм Мундт (нем. Wilhelm Mundt; 1959, Гревенброх, Германия) — немецкий скульптор-абстракционист.

## Жизнь и творчество
Вильгельм Мундт получил художественное образование в дюссельдорфской Академии искусств в период с 1979 по 1986 годы. Среди его педагогов следует назвать Тони Крэгга, Ирмина Кампа и Клауса Ринке. В 1986 году получил поощрительную стипендию от боннского Фонда развития культуры (Stiftung Kunstfonds, Bonn]. В 1989-1991 годы преподавал в Академии художеств Дюссельдорфа. В 2009 году Вильгельм Мундт становится профессором в Высшей школе изобразительных искусств в Дрездене.
Международное признание работы Вильгельма Мундта получили в первую очередь из его серии работ «Трешстоунс» (Trashstones), начатой в 1989 году. «Трешстоунс» представляют индустриальные отходы и побочные продукты, которые скульптор, обрамляя оболочками из металла или дерева, делает привлекательными элементами дизайна. Всего Мундтом создано несколько сотен пронумерованных «Трешстоунс», из которых самым крупным является его Trashstone 412 весом около 1 тонны. Более 500 различных камней выполнены в различной форме и цвете, создавая каждый уникальное произведение.
Кроме Trashstones, другим важным аспектом творчества Вильгельма Мундта являются его работы из отходов стекла из Мурано, которые, обладая массивной стеклянной оболочкой, несут в себе внутри стеклянную же сердцевину различной формы м цвета. Благодаря прозрачности стеклянной оболочки при падении света эти объекты создают эффект объёмности изображения внутренней части скульптуры. Нумерация работ Вильгельма Мундта необходима для понимания творческого замысла художника, так как каждая последующая является смысловым и художественным продолжением предыдущей его работы.
В 2007 году Вильгельм Мундт был удостоен премии британской Королевской академии художеств - Jack Goldhill Award for Sculpture.
В настоящее время скульптор живёт и работает в Дюссельдорфе.

## Выставки (избранное)
- Биеннале скульптуры, Амстердам (Amsterdam Sculpture Biennale ARTZUID 2013 и 2023)
- Худолжественная галерея Цигенхютте, Аппенцелль, Швейцари
- Художественное объединение, Ульм
- Галерея Бухман, Берлин
- Музей Лембрук, Дуйсбург
- Художественный музей, Киль.

## Галерея

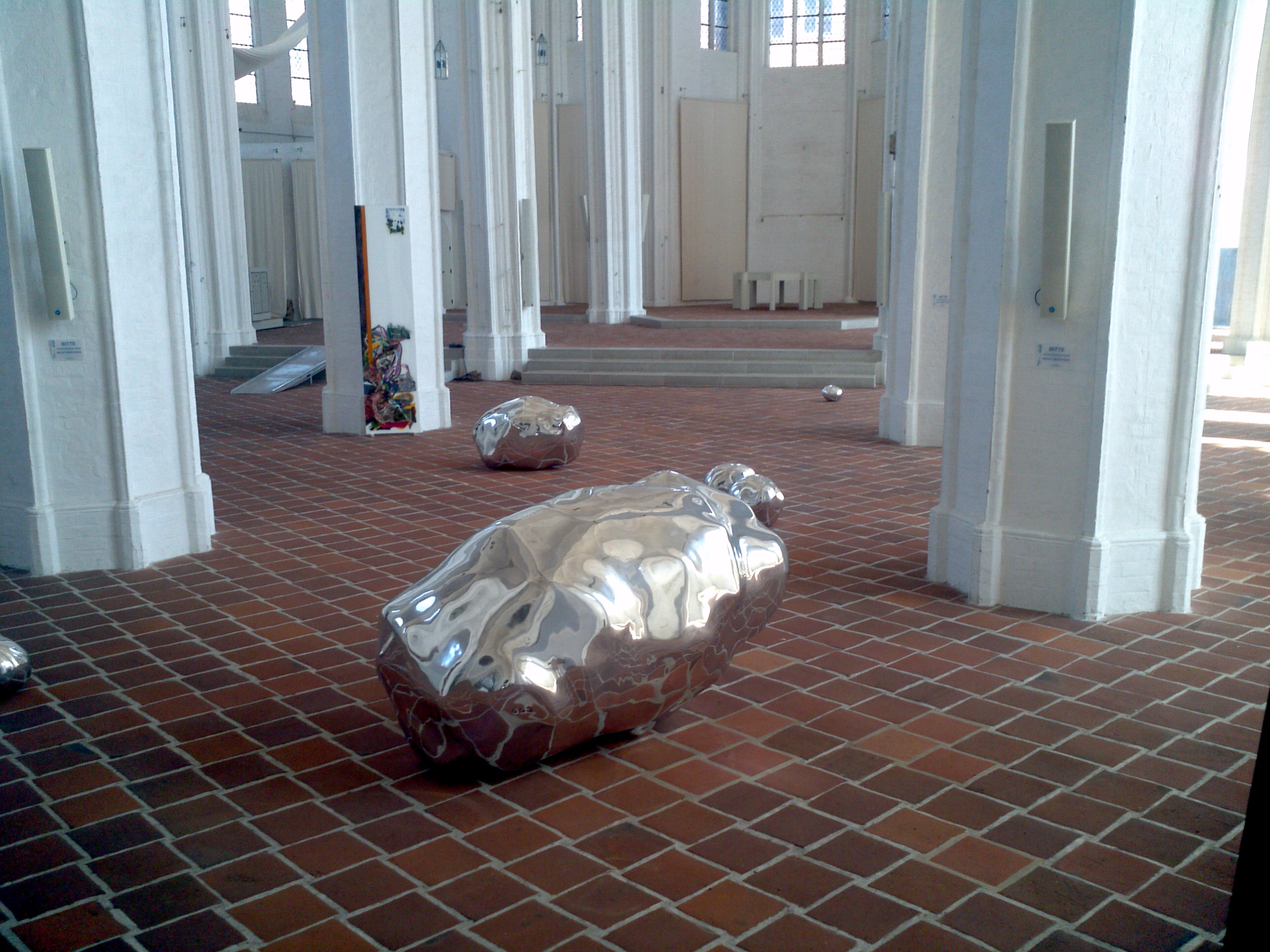
«Трешстоунс» в Петри-кирхе, Любек.
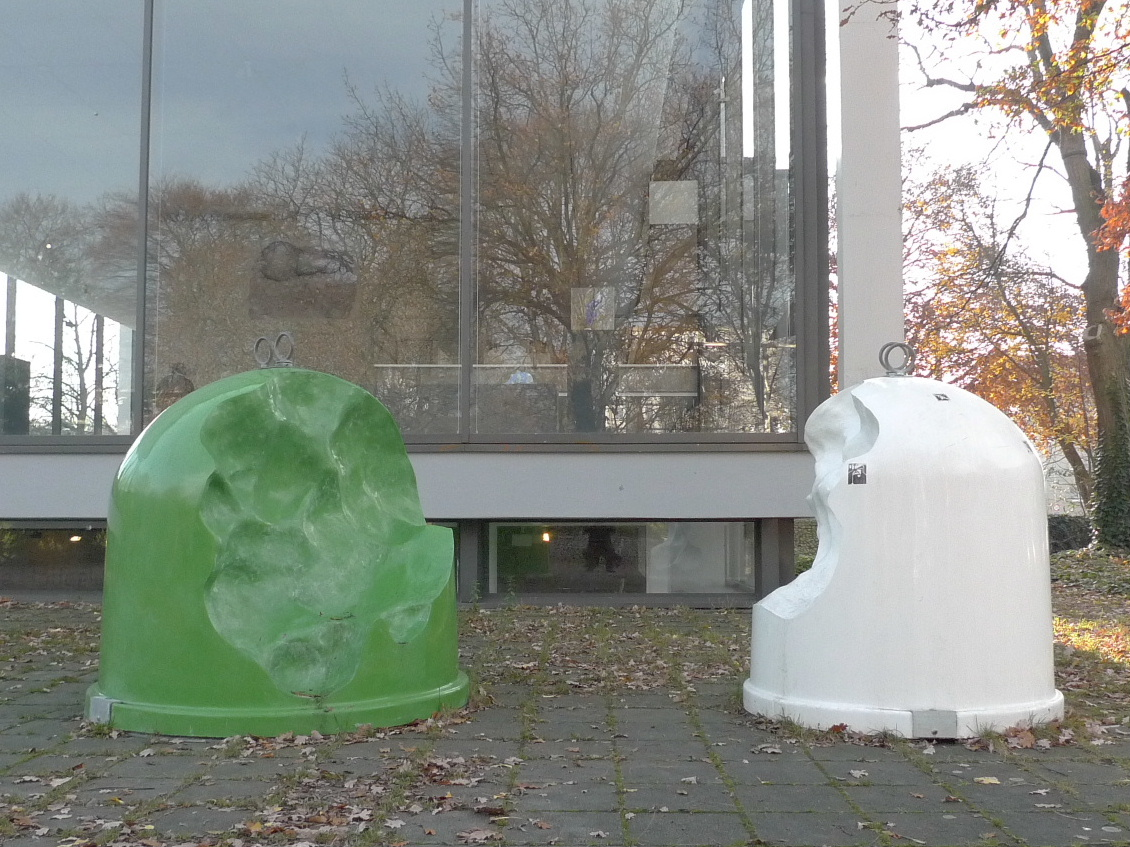
«Трешстоунс» в Кант-парке, Дуйсбург.
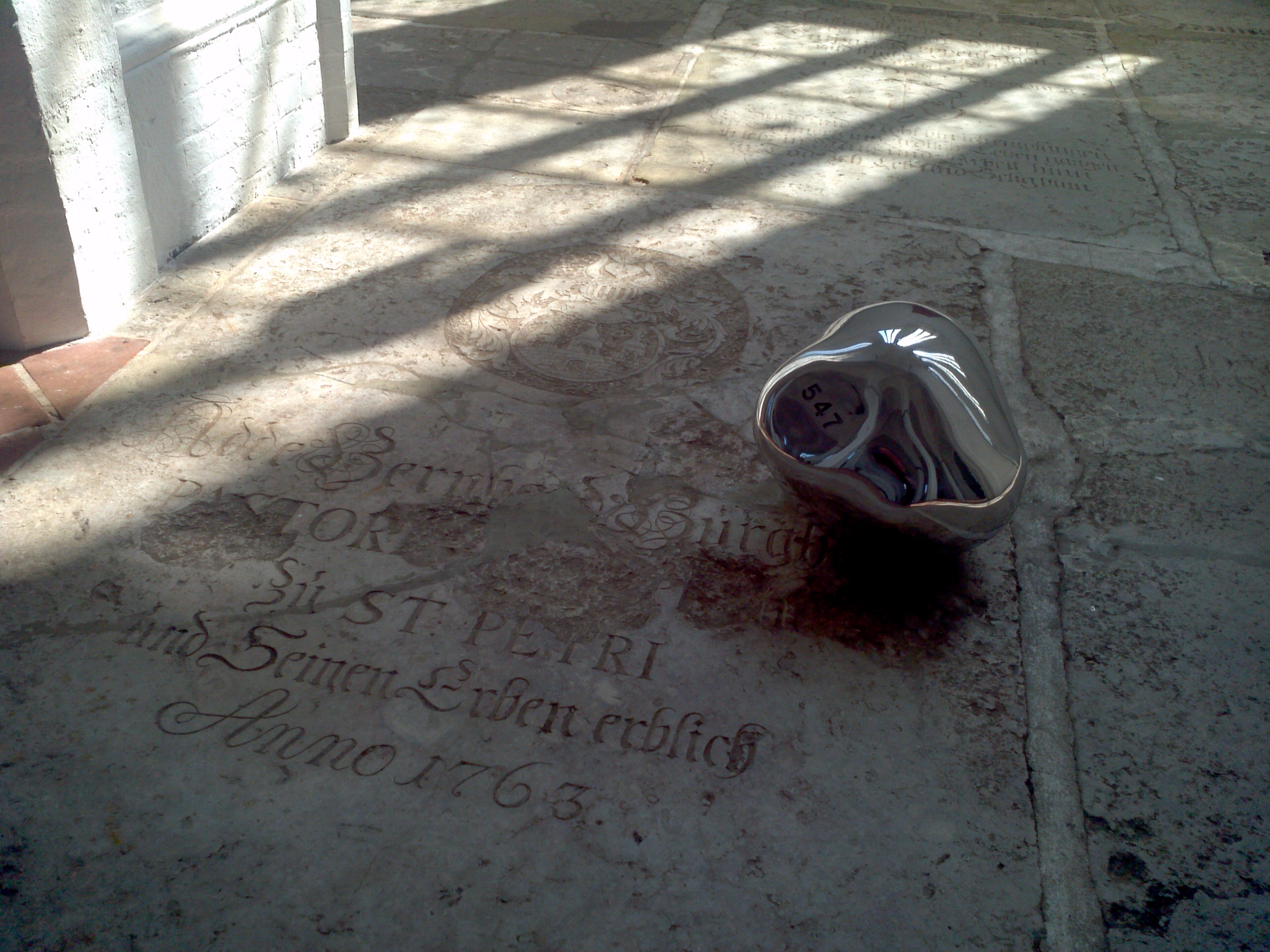
«Трешстоунс 547», Любек.
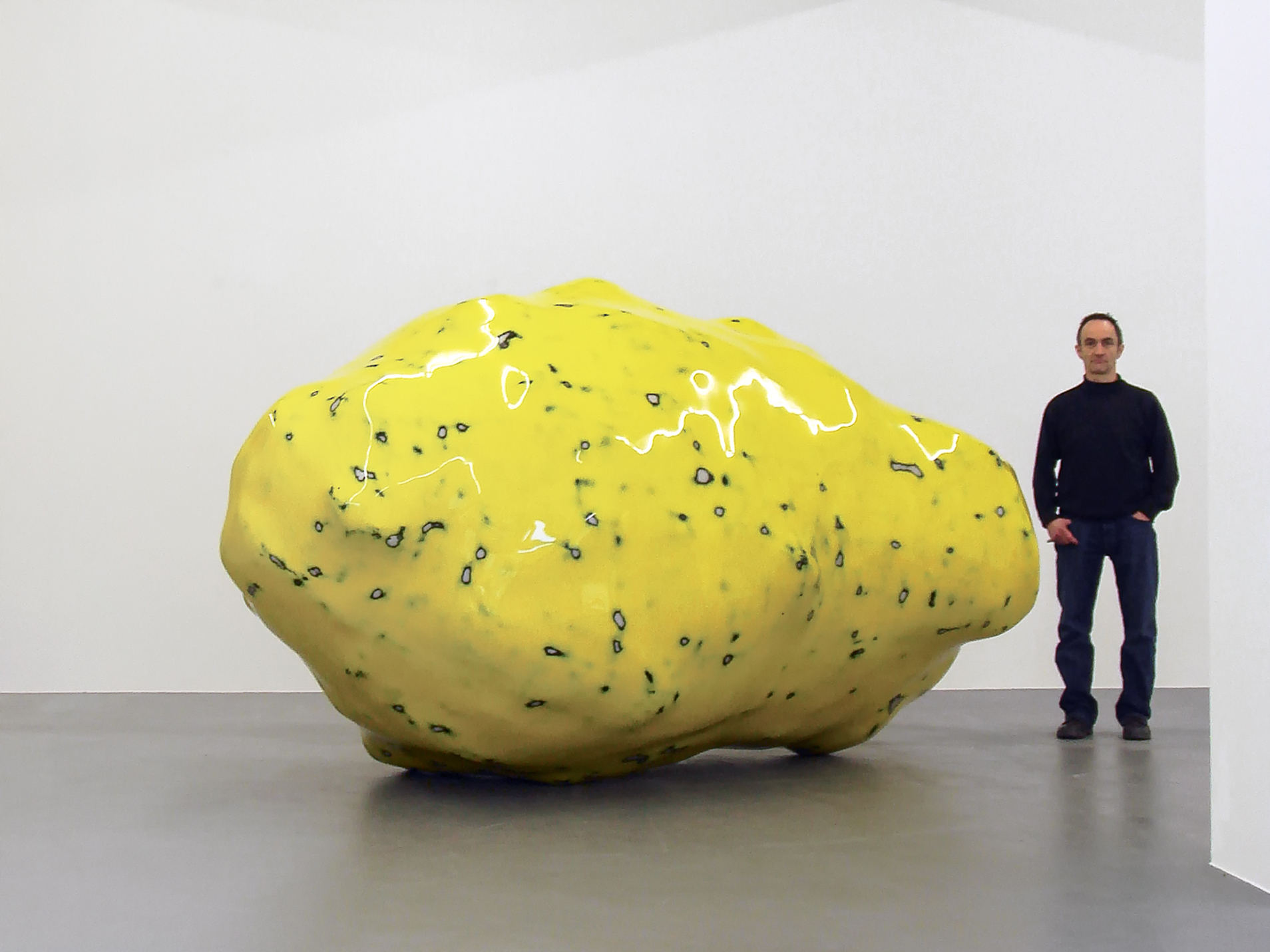
«Трешстоунс 412».